# Francimar Barroso
Francimar Barroso, född 29 februari 1980 i Xapuri, är en brasiliansk MMA-utövare som sedan tidigare tävlat i Shooto och UFC. Sedan 2018 tävlar han i PFL.